# كشافة
الكشافة هي حركة شبابية تربوية تطوعية غير سياسية عالمية، هدفها تنمية الشباب بدنيًا وثقافيًا.
أسسها ووضع قواعدها اللورد بادن باول عام 1907.

## فكرة الكشافة

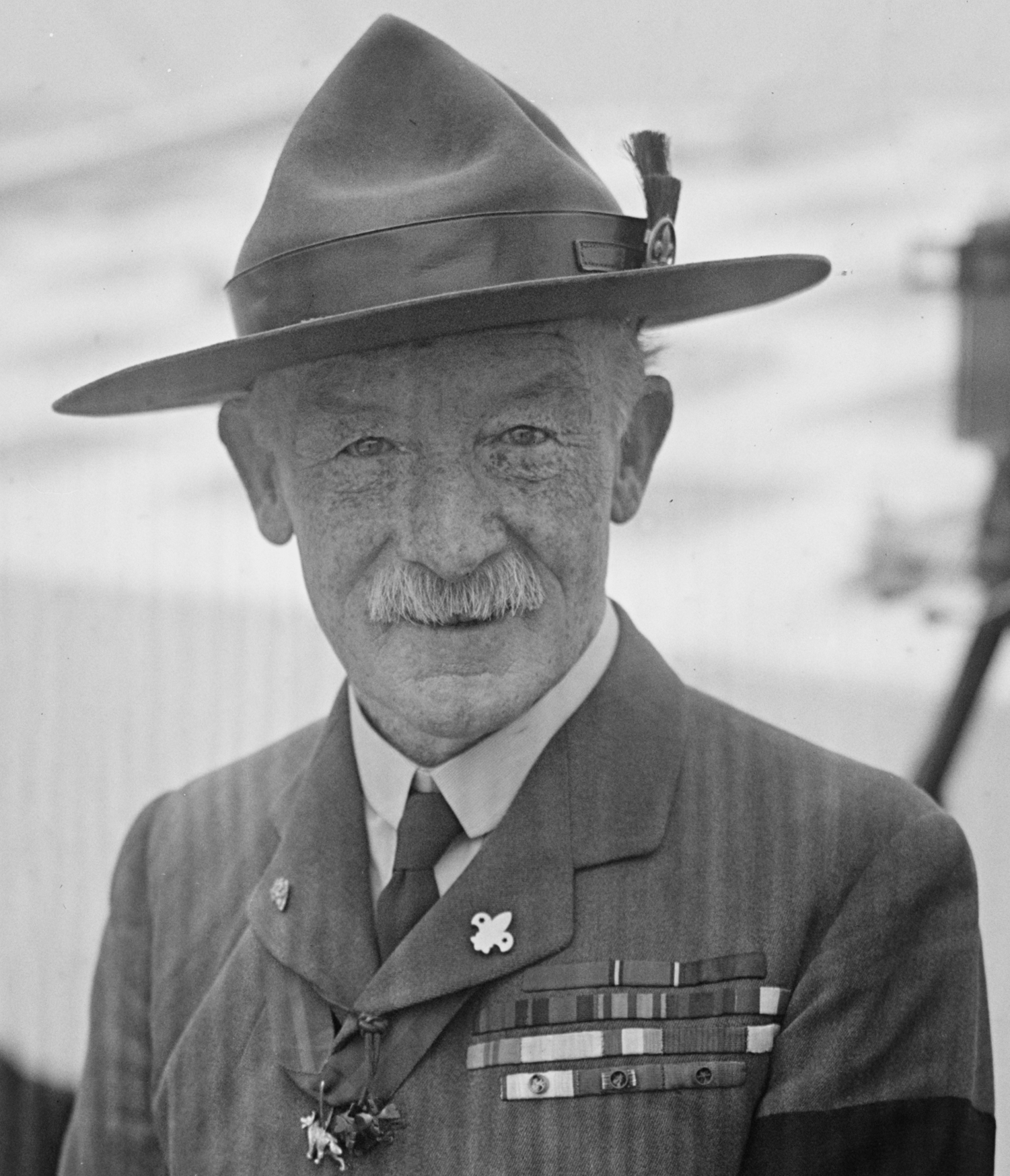
اللورد بادن باول.

أتت فكرة الكشافة لبادن باول أثناء حصار مافكنج عندما حاصرت عصابات البوير (مهاجرين من أصل هولندي) معسكر الإنجليز فاستعان بالشباب للقيام بالأعمال العسكرية كالحراسة والطهي ونقل الرسائل، وتمكن من فك الحصار بعد 7 شهور
ثم قام بإنشاء فرق كشفية لعمر الكشاف وأقام مخيم تجريبي عام 1907 في إنجلترا خلال الأيام التسعة الأولي من شهر أغسطس في جزيرة براونسي وشارك فيه 20 من الفتيان، وبعد نجاح الفكرة قام بتوسيع الفئة العمرية فضم الأشبال. كتب بادن باول مبادئ الكشَّافة في كشَّافة للأولاد (لندن، 1908)، مستندة على كُتُبِه العسكرية السابقة، بالتأثيرِ ودعمِ فريدريك روسل بيرنهام (رئيس الكشّافين في أفريقيا البريطانية). أثناء النصف الأوّل من القرن العشرون.
نشأت الحركة على إحاطة ثلاثة مجموعات عمرية رئيسية للأولاد (شبل كشاف، كشّاف، روفر سكاوت)، وفي عام 1910, بدأت منظمة جديدة للفتيات سُميت «مرشدات»، أُنشِأتها أخت بادن باول (دليل حورية ومرشدة وفتاة كشافة ودليل حارس).
بعد ذلك تم إنشاء فرق للفتيات بمساعدة زوجة بادن باول وأخته.
و في عام 1909 نشر بادن باول كتابه الكشافة للأولاد الذي ترجم إلي عدة لغات
بقي بادن باول وزوجته مترأسين الحركة الكشفية حتى مماته.
عقد أول مهرجان عالمي للكشافة عام 1920، وقد انتشرت الكشافة بعد ذلك في جميع أنحاء العالم بين الحربين العالمتين فيما عدا الدول الشيوعية حيث حظر نشاطها.
والجدير بالذكر أن فكرة الحركة الكشفية لها أهداف تربوية، وسميت الكشافة بهذا الاسم من الكشف؛ لأن الغاية من الكشفية هي اكتساب القيم؛ وتحصيل الأخلاق الحميدة؛ والتربية الصالحة.
تستخدم الحركة برنامج تعليمِي يعتمد على النشاطات العملية في الهواء الطلق، من ذلك إقامة المخيمات، فنّ عمل الأخشاب، الألعاب المائية، السفر على الأقدام، التجوال، والألعاب الرياضية. خاصية الحركة المعترف بها هي زيّ سكاوت الرسمي، بهدف إخفاء كلّ اختلافات المقامِ الاجتماعيِ وتحقيق المساواة، مع وشاح الرقبة وقبعة الحملة أَو ملابس الرئيس. تتضمّن الشارة الموحّدة المُتميّزة شعار الكشافة، بالإضافة إلى شارات الاستحقاق والرقع الأخرى.
في عام 2007، قدر عدد الكشَّافة بأكثر من 38 مليون عضو في 216 بلد. الإتّحادين الأكبر هما المنظمة العالمية للحركة الكشفية (دبليو أو إس إم)، للأولاد فقط ومنظماتِ مختلطة كالجمعية العالمية للمرشدات وفتيات الكشافة (Wagggs). تلك السنة صادفت الذكرى المئويةَ للكشَّافة حول العالم، وخطّطتْ المنظمات للاحتفال بالحدث.

## مراحل الكشافة
- مرحلة البراعم: وهى من سن 3الى 7 سنة
- مرحلة الأشبال: وهي من سن 7إلى 11 سنة.
- مرحلة الفتيان: وهي من سن 11 إلى 14 سنة.
- مرحلة المتقدم: وهي من سن 14 إلى 17 سنة. (وتسميها بعض المجموعات الكشفية مرحلة مرشحين الجوالة).
- مرحلة الجوال: وهي من سن 17 حتى يجتاز المنهج المقرر عليه.
- مرحلة القيادة: وهي عندما ينتهي الفرد من مرحلة جوال إلى أعلى.
- مرحلة الرواد: وهي من سن40 ؛ وليس لهم علاقة مباشرة بالفرق الكشفية أو الإشراف عليها فهم في مرحلة الخبرة والتشريف.

## وعد الكشافة
وعدالكشافة هو وعد يلقيه الكشاف عندما يلتحق لأول مرة بالكشافة ونصه هو:
«أعد بشرفي أن أبذل جهدى في أن أقوم بما يجب على نحو الله ثم الوطن وأن أساعد الناس في جميع الظروف وأن اعمل بقانون الكشافة»

## قانون الكشافة
قانون الكشافة هو مجموعة المبادئ التي تعهد الكشاف على الالتزام بها وهي:
1. صادق: أن يوثق بشرف الكشاف ويعتمد عليه
2. مخلص: الكشاف مخلص لله ولوطنه ومطيع لأولياء أمره ورؤسائه ومرئوسيه في الحق دون تردد
3. نافع: واجب الكشاف أن يكون نافعًا وأن يساعد الآخرين
4. ودود: الكشاف صديق للجميع وأخ لكل كشاف آخر
5. مؤدب: الكشاف مؤدب
6. رفيق: الكشاف رفيق بالحيوان «ويحب النبات ويرى في الطبيعة آية الله» (أضافتها الكشافة السورية، ومن بعدها الكشافات العربية)
7. مطيع: الكشاف يطيع أوامر والديه وعريف طليعته وقائده
8. بشوش: الكشاف بشوش يقابل الصعوبات بصدر رحب
9. مقتصد: الكشاف مقتصد
10. نظيف: الكشاف نظيف في الفكر والقول والفعل والمظهر وكل ما يقوم به
11. شجاع: الكشاف شجاع ومقدام" (أضافتها المنظمة الكشفية العربية)

- الوعد والقانون: وهو إطار القيم والأخلاق والواجبات التي يدور حولها العمل الكشفي وبهما يلتزم الأعضاء (فتية وقادة راشدون) بقواعد الحركة وهذا بحسب ما جاء في دستور المنظمة العالمية الكشفية، ومسمى الكشافة أعم وأشمل لكل المراحل، لذا سنذكر هنا وعد وقانون الكشافة.
- وعد الكشافة: «أعد بشرفي أن أبذل جهدي في القيام بواجبي نحو الله ثم الوطن، وأن أساعد الناس في جميع الظروف وأن أعمل بقانون الكشافة».
- قانون الكشافة:

1. شرف الكشاف موثوق به.
2. الكشاف مخلص لله ولوطنه ويساعد الناس في جميع الظروف.
3. الكشاف نافع ويساعد الآخرين.
4. الكشاف أخ لكل كشاف وصديق الجميع.
5. الكشاف يحب النبات ويرى في الطبيعة قدرة الله.
6. الكشاف عطوف على الضعفاء رفيق بالحيوان.
7. الكشاف مطيع وثابت في أعماله.
8. الكشاف بشوش ويبتسم أمام الشدائد.
9. الكشاف مقتصد ويحسن التدبير.
10. الكشاف طاهر السريرة والبدن طيب الأقوال كريم الأفعال.

- التعلم بالممارسة: إن الكشفية مدرسة الحياة، لا يتلقى فيها الأعضاء دروسا، وإنما يتعلمون عن طريق الممارسة العملية، سواء كانت الممارسة العملية للقيم والمبادئ السامية الكشفية، أو ممارسة

المهارات والمعارف المختلفة بأسلوب يناسب كل مرحلة سنية
- نظام المجموعات الصغيرة: وهو تقسيم الفرقة أو أي مجموعة عمل إلى مجموعات صغيرة ما بين 6 إلى 8 أفراد، ولكي يعطي الفرصة لكل عضو في الحركة للقيام بدور بناء والمشاركة بشكل ديمقراطي والتعلم مع أقرانه.
- الإطار الرمزي (المثل والتقاليد): وتدخل هنا جميع التقاليد والرموز والأشكال التي تميز

الحركة مثل الزي وشارات الهواية والكفاية وطرق التخاطب وتقاليد العلم والسمر وغير ذلك من رموز الحركة.
- نظام التقدم الشخصي: وهنا يقوم العضو بوضع خريطة زمنية لنفسه ومع قائده لكي يرتقي ذاتيا، وهذا من أحد واجباته نحو نفسه.
- حياة الخلاء: وهي من ضمن الأمور التي يجب التركيز عليها، وهي أيضا تتضمن مميزات العمل الكشفي، فلم ولن تكون الحركة في المكتب والفصول الدراسية ولكنها في الغابة أو الصحراء أو على الشاطئ.
- دعم الراشدين: وليس المقصود هنا أن العمل الكشفي يدار من قبل الراشدين فقط وإنما هي إشارة قوية لأهمية دعم القادة في تسيير العمل الكشفي بما لديهم من خبرات في القيادة والتدريب والتخطيط ولكل مرحلة سنية أسلوب في الدعم والإرشاد وسلطة اتخاذ القرار

## عناصر الكشفية / الطريقة الكشفية
الكشفية تنفذ وفق آلية تتكون من عدة نقاط؛ وهذه الآلية تدعى بـ الطريقة الكشفية، وهي:
أولاً: الوعد والقانون.
الوعد هو التزام بعهد.. يأخذه عضو الحركة على نفسه... دون إكراه أو إرغام... بأن يؤدي ما عليه من واجبات:
- نحو الله.. بالعبادة الحقة، إيمانا بعقيدته، وإخلاصا في أداء الواجبات الروحية...
- نحو الوطن.
- ونحو الآخرين؛ الأسرة ثم العالم اجمع.
- ونحو الذات؛ تعليماً وتثقيفاً، وخلقاً كريماً...

والقانون هو مجموعة الصفات الحميدة التي يسعى كل كشاف أن يتحلى بها ويسلكها في حياته لتكون منهجاً له.
ثانياً: التعليم بالممارسة.
ثالثاً: نظام الطلائع: ويعرف أيضاً بنظام المجموعات.
رابعاً: الشارات والأوسمة: وهي ما تدفع الأولاد إلى اكتساب المهارات المختلفة.
خامساً: حياة الخلاء:
الكشفية مدرسة مفتوحة في الهواء الطلق الطبيعة أبجديتها والخلاء مكانها المناسب والخلاء هو البيئة الطبيعية لتطبيق البرامج بمختلف أنشطتها بعيد عن ضوضاء المدن فهي صديق الكشاف الدائم والمكان المحبب له.
وفي الخلاء يتم تطبيق العهد والشريعة ونظام الطلائع والأوسمة والتعلم بالممارسة لما يتيح الفرصة للتأمل في قدرة الخالق وعظمته وتعميق الإيمان به

## الأهداف التربوية للكشافة

### الأهداف التربوية المقترحة للاشبال
1. تحسين عمل الجسم الداخلي وتنمية اللياقة البدنية
2. اتباع القواعد الصحية في الغذاء والنظافة العامة
3. الاندماج في القطيع والسواديس والعمل والتفاعل معها
4. استكشاف وتنمية الميول والهوايات الشخصية
5. الاقتداء بالكبار لاكتساب الخبرة وتنمية الثقة بالنفس
6. تنمية حب الاستطلاع والمغامرة الصغيرة
7. ربط وتكوين العلاقات بين الأشياء لاكتساب مفاهيم وحقائق جديدة واتاحة الفرصة للتعلم بالممارسة
8. التعرف على العائلة والوطن وأهميتهم للفرد والمجتمع
9. التعرف على دلائل قدرة الله وعظمته وإتاحة الفرصة للقيام بالواجبات الدينية
10. اكتساب القيم الحسية والمعنوية للحركة الكشفية
11. تنمية الإحساس بالعدل في الألعاب والمسابقات

### الأهداف التربوية للكشافة
1. تنمية القدرات والمهارات البدنية والصحية
2. الربط بين التغيرات البدنية في هذه المرحلة ومتطلباتها
3. إشباع العلاقات الشخصية والتفاعل في الطلائع واكتساب مهارات القيادة والعمل الجماعي
4. توفير وتشجيع الهوايات الفردية والمهارات بما ينمي الإحساس بالإنجاز الفردي
5. التفكير بطريقة صحيحة لحل المشكلات
6. توفير الانشطة المتميزة التي تتحدى القدرات وتفي بحاجات الأعضاء وطاقاتهم وتشجيع حياة الخلاء
7. اكتشاف المهارات
8. توفير الفرص لاكتساب المهارات اللازمة لخدمة المجتمع واكتساب مفاهيم جديدة للبيئة
9. تنمية السلوك القويم واكتساب القيم الدينية عن طريق الاهتمام بالآخرين وفهم قدرة الله وعظمته
10. اكتساب القيم الأخلاقية والاجتماعية والحفاظ على الروح الكشفية
11. توفير الانشطة المتميزة التي تتحدى القدرات وتفي بحاجات الأعضاء وطاقاتهم
12. برنامج الكشافة مصمم على نوعية أساسها الشخص والمجموعة الصغيرة، نشاطات البيئة وحياة الخلاء لها أهمية كبرى، المواطنية الصالحة وخدمة المجتمع، القيادة والاستكشاف، اهتمامات الكشافين يجب أن تعرف من خلال الانشطة وتطبيق المراحل والأوسمة

### الأهداف التربوية للكشاف المتقدم
1. استخدام الأسلوب الديموقراطي في المناقشة والعمل والمساعدة على النضج الكامل من خلال التعامل داخل وخارج الوحدة وتنمية القدرات
2. الإكثار من نشاطات الخلاء وتحسين الكفاءات والمهارات الكشفية والقيادية والاتصالات وحل المشاكل واتخاذ القرارات
3. استكشاف القدرات المهنية وتوفير الفرص المناسبة لاتقان مهاراتها
4. القيام بأدوار حقيقية ومفيدة والمشاركة في أنشطة ثقافية واجتماعية لغرس روح المواطنة وخدمة المجتمع
5. الالتزام بالوعد والقانون وتوفير الفرص للتقدم نحو أنشطة الراشدين
6. تثبيت المفاهيم الشخصية والاجتماعية الصحيحة
7. تنمية قدرة التحدي لدى الكشافين
8. برنامج الكشاف المتقدم مصمم على نوعية أساسها الشخص والمجموعة الصغيرة، نشاطات البيئة وحياة الخلاء لها أهمية كبرى، المواطنية الصالحة وخدمة المجتمع، القيادة، التنمية والتطور الشخصي والتحدي والمغامرة والاستكشاف. يجب أن تعرف اهتمامات الكشاف المتقدم من خلال الانشطة وتطبيق المراحل والأوسمة

### الأهداف التربوية للجوالة
1. الارتقاء بمستوى الأداء البدني لنفسه والآخرين لتحقيق الصحة والنشاط
2. الجسم هو هبة من الله وعلينا الحفاظ عليه سليما نظيفا ومعافى
3. تشجيع الحرية الشخصية من خلال المسؤولية الجماعية وترسيخ اسس العمل بروح الجماعة
4. تشجيع التقدم الذاتي من خلال تنمية المهارات والإحساس بالهوية
5. توفير حرية اتخاذ القرارات وتحميل المسؤولية في الكشفية والمجتمع الذي يحيط به
6. التعرف على المجتمعات الخارجية وأنظمتها وتكوين صداقات دائمة والانطلاق والاختلاء في الخلاء واكتشاف الذات
7. تدعيم القدرات والمهارات المهنية ومعرفة اختيار مهنة المستقبل
8. مواجهة المشكلات الاجتماعية والبيئية الحالية والمستقبلية وتفهم حاجات المجتمع
9. توفير الفرص لممارسة الحياة الشخصية وفق القيم الدينية والالتزام بها
10. التمسك بالحقوق وأداء الواجبات في الحياة الشخصية والاجتماعية
11. تنمية المهارات القيادية المختلفة والمشاركة في تنمية الحركة الكشفية وتطوير برامجها
12. مرحلة الجوالة هي جزء ضروري في الحركة الكشفية وختام مراحلها. والجوالة تشارك في نشاطات المغامرات وتسلق الجبال والإبحار والنشاطات الجوية والدفاع المدني والإسعافات الأولية وحياة الخلاء والتخييم الثابت والمتنقل والاستكشاف داخل وخارج الوطن والأهم خدمة الوطن والمجتمع والبيئة والالتزام الطوعي بمبادئ الحركة الكشفية ومن أهم نشاطات الجوالة هي المساعدة في القيادة وتقبل التدريب الذاتي من خلال مراحل الجوالة وأوسمتها والتقدم الفردي والجماعي

## الزي الكشفي
الملابس الكشفية جزء من الدوافع التي تشعر الفتى بأنه كشاف منتمى إلى جماعة ذات طابع خاص في سماتها وسلوكها وانضباطها، فعندما يرتديها الفتى يشعر بأنه متأهب للمشاركة في رحلة أو مخيم أو أي نشاط كشفى، والهدف من ارتداء الملابس ليس لإثبات أن من يرتديها هو كشاف فقط، ولكن كي يعيش الكشاف في حياته اليومية متمثلاً للقيم والمثل والسلوكيات الحميدة التي تربيه عليها الكشفية، فإن الملابس الكشفية تساعد الفتى أن يكون كشافًا أفضل.

### تقاليد الزي الكشفي
إن الملابس الكشفية جزء من الدوافع التي تشعر الفتى بأنه كشاف منتمي إلى جماعه ذات طابع خاص في سماتها وسلوكها وانضباطها، فعندما يرتديها الفتى يشعر بأنه متأهب للمشاركة في رحلة أو مخيم أو أي نشاط كشفي، والهدف من ارتداء الملابس ليس لإثبات أن من يرتديها هو كشاف فقط، ولكن كي يعيش الكشاف في حياته اليومية متمثلاُ للقيم والمثل والسلوكيات الحميدة الت تربيه عليها الكشفية، فإن الملابس الكشفية تساعد الفتى لأن يكون كشافا أفضل.

### مكونات الملابس الكشفية
قميص ذو جيبين على الصدر لكل منهما غطاء قلاب- بنطلون- منديل- حزام- قبعة- عقدة للمنديل- صافره - حبل للصافرة - جورب - حذاء جلدي- بالإضافة إلى شارات مختلفة.

### متى يتم ارتداء الزي الكشفي
يلاحظ أن ترتدى الملابس الكشفية في المناسبات التالية عند تحية العلم- الاجتماعات الخاصة بالطليعة أو الفرقة – الرحلات بأنواعها- الزيارات الرسمية- الدراسات... الخ)، ويمنع ارتداء الملابس الكشفية في الحفلات
الخاصة ودور اللهو والزيارات العادية، ويجب المحافظة عليه واستعمال ملابس رياضية خفيفة أثناء التدريب والطهي- ويجب وضعها في مكان مناسب لتكون نظيفة دائماً والملابس الكشفية الجيدة تؤثر بشكل هندامها الجيد فيمن يراها في المجتمع لذلك فمن واجب الكشافين أن يظهروا في المجتمع بلباس أنيق ومرتب يدعو إلى الاحترام.

### تقاليد وضع الشارات على الزى الكشفي
1. علم الدولة يوضع أعلى الجيب اليمين.
2. اسم الجمعية أو اسم الفرقة يوضع أعلى كل من الذراع اليمنى واليسرى.
3. نجوم الخدمة توضع فوق الجيب الأيسر.
4. شارة المبتدئ للأشبال والكشاف والمتقدم «شارة الجمعية» توضع فوق الجيب الأيسر.
5. شارة درجة الشبل والكشاف والمتقدم «الثاني والأول» توضع على الذراع اليسرى.
6. شارات الهوايات توضع على الذراع اليمنى (عدا شارات الخدمة العامة فتوضع على الذراع اليسرى)، وفي حالة كثرتها وازدحام الذراع بها توضع على وشاح بشكل منظم ويلبس الوشاح من على الكتف الأيمن ويربط من تحت الإبط الأيسر دائراً حول الصدر والظهر.
7. عقدة الكتف تشبك في قلابة الكتف الأيسر، وهي عبارة عن أشرطة قماش تحمل ألوان الرمز الخاص بالطليعة سواء كانت في مرحلة الكشاف أو المتقدم، أما في مرحلة الأشبال فيوضع على الكتف الأيسر مثلثاً قاعدته إلى أعلى يحمل لون السداسي
8. شارة مساعد عريف الطليعة وهي عبارة عن شريط بعرض سنتيمتر واحد وبطول الجيب توضع فوق الجيب الأيسر على يمين شارة الجمعية.
9. شارة عريف الطليعة وهي عبارة عن شريطين عرض كلا منهما سنتيمتر واحد وبطول الجيب توضعان فوق الجيب الأيسر عن يمين ويسار شارة الجمعية.
10. شارة عريف أول الفرقة وهي عبارة عن ثلاثة أشرطة عرض كل منها سنتيمتر واحد وبطول الجيب توضع فوق الجيب الأيسر على يمين ويسار وأسفل شارة الجمعية.
11. الشارات التذكارية للمخيمات العربية والعالمية توضع على الجيب الأيمن، ويراعى أن توضع شارة آخر مخيم أو نشاط حضره الكشاف فقط.

### أخلاقيات ارتداء الزى الكشفي
1. من غير المستحب أن يرتدي الكشاف شارات لا داعي لها كما يمنع ارتداؤه لشارات لم يحصل عليها رسميا، حتى يظل للزى الكشفي وقاره وهيبته واحترامه.
2. ليس من اللياقة أن يقوم مرتدي الزى الكشفي بالتدخين.
3. كون مرتدي الزى الكشفي منتمي لجماعه ذات طابع سلوكي مميز، لذا فمن الواجب عليه أن يتحلى بالأخلاق الفاضلة التي تنبع من قيمه الدينية واحترامه للعادات والتقاليد الحميدة والتزامه بوعد وقانون الكشافة.
4. يجب أن يحافظ الكشاف على هندامه ومظهره الكشفي من حيث الأناقة ونظافة ملابسه وتناسقها ومناسبتها لمقاسه، والحرص على كيها والمحافظة على رونقها فالكشاف بزيه عنوان للحركة الكشفية.

لكن يجب يكون الاهتمام بذات الكشاف قبل الزي.

## تعلم بعض فنون الكشافة
- العصا الكشفية
- المورس
- حبل
- منديل الشارة الخشبية
- المنديل الكشفى
- الربطات
- منديل الشارة الخشبية
- المنديل الكشفى

## أدوار ومسؤوليات أعضاء طليعة الكشافة
عريف الطليعة
1. يوزع المهام والمسئوليات على افراد الطليعة
2. يرأس اجتماع الطليعة
3. يدرب أعضاء الطليعة ويتابع تقدمهم في المنهج
4. يشجع افراد الطليعة على التقدم
5. يضع خطة لتنمية موارد الطليعة

مساعد العريف
1. يتولى بعض اختصاصات عريف الطليعة
2. ينوب عن العريف عند غيابه
3. يتشاور مع عريف الطليعة في شئون الطليعة

امين الصندوق
1. حفظ اموال الطليعة
2. يحتفظ بسجلات عن الامور المالية للطليعة
3. يساعد في وضع خطة تنمية موارد الطليعة
4. يشرف على عمليات الصرف
5. يحصل الاشتراكات من الاعضاء
6. يعتبر عضو في لجنة تنمية موارد الفرقة

امين العهدة
1. يسجل ممتلكات الطليعة في سجلات خاصة بالمخازن
2. مسئول عن عملية صيانة المهمات
3. يحافظ على ادوات تنفيذ الانشطة
4. عضو بلجنة مهمات الفرقة

سكرتير الطليعة
1. اجادة صياغة الجمل وحسن الخط
2. كتابة وتسجيل الاجتماعات
3. جمع بيانات افراد الطليعة
4. إرسال المكاتبات واستلامها وعرضها على العريف
5. عمل جميع سجلات الطليعة وحفظها لديه

امين المكتبة
1. أن يكون محبا للقراءة وواسع الاطلاع
2. عمل سجل استعارة للمكتبة
3. ترقيم الكتب الخاصة بمكتبة الطليعة
4. عمل بطاقات الاستعارة
5. مسئولا عن تنفيذ الانشطة الثقافية للطليعة
6. يخصص للمكتبة ركن في الفرقة للطليعة

امين الرحلات والمعسكرات
1. يشارك في التخطيط لرحلات ومعسكرات الطليعة
2. لديه القدرة على عمل علاقات مع الجهات ذات العلاقة
3. يعتبر عضوا في لجنة معسكرات ورحلات الفرقة

مسعف الطليعة
1. لديه القدرة على تدريب زملائه على مبادئ الإسعافات الأولية
2. يشرح طرق الإسعافات الأولية
3. يحتفظ بشنطة إسعافات خاصة بالطليعة
4. يكون على صلة مباشرة بمركز إسعاف الحى أو المنطقة التابع لها

المسامر
1. يشترك مع عريف الطليعة في وضع خطة الحفلات للطليعة
2. يعتبر المسئول عن النشاط الفنى للطليعة
3. يشارك في إدارة حفلات الطليعة والفرقة

## التحية الصغرى
التحية الكشفية التي يرفعها الكشاف في مستوى الحقوين عندما يكون مرتديا لزيه المدني وتؤدى عند اللقاء برفاقه أو قادته، كما يؤديها عندما يكون زيه الكشفي ناقصاً، أو عند أداء الوعد.

## تحية العلم
التحية الكشفية التي يؤديها الكشافون عند رفع العلم الوطني أو إنزاله. وتكون تحية كبرى إذا كان الكشاف مرتديا لزيه الكامل، أما إذا كان مرتديا الزي المدني، أو كان زيه الكشفي ناقصاً فيؤدي التحية الصغرى ولو كان في يدية علم أو العصا الكشفية يؤدى التحية في مستوى الكتف

## التحية الكشفية
التحية الكشفية هي التي تؤدى في المناسبات الرسمية وخاصة عند رفع العلم وخفضه، وتؤدى في مستوى الرأس باليد اليمنى عندما يكون الكشاف مرتديا كامل زيه الكشفي الرسمي.

## البرنامج الكشفي
كل ما يقوم به الفتية والشباب من أنشطة تلائم احتياجاتهم باستخدام الطريقة الكشفية لتحقيق الهدف التربوي للحركة، ويضم مختلف الأنشطة التي يعتمد عليها نشاط المراحل.

## بطاقة التقدم
بطاقة شخصية يحملها الكشاف لمتابعة تدرجه في تطبيق أنشطة المناهج الكشفية وحصوله على شارات الجدارة والهواية وتنقله من درجة إلى درجة.

## البيرق
علم مثلث ترسم عليه الشعارات والرموز المختلفة، ويستعمل في نظام الطلائع، وفي المناسبات والتجمعات الكشفية.

## الجمبوري
يطلق هذا المصطلح على المخيمات والمعسكرات الكبيرة التي تجمع أكبر عدد من الكشافين في مكان واحد سواء كانوا ينتمون إلى بلد واحد مثل التجمعات الوطنية، أو إقليم واحد مثل المخيم الكشفي العربي، أو كافة هيئات العالم مثل المخيم الكشفي العالمي.

## العلامة الكشفية
هي التحية العالمية للكشافين وتؤدى باليد اليمنى مع رفع السبابة والوسطى والبنصر كرمز للمبادئ والخصال الكشفية، ووضع الإبهام على الخنصر في شكل دائرة مغلقة كرمز لرابطة الأخوة الكشفية وكدلالة على أن القوي يحمي الضعيف والصغير يحترم الكبير.

## التخابر
أحد الفنون الكشفية ووسيلة من وسائل الاتصال أثناء النشاط الكشفي، ويكون التخاطب كتابياً عن طريق الوسائل الواضحة، أو رمزياً عن طريق إشارات المورس أو السيمافور أو شفهياً عن طريق الهاتف أو سلكياً ولا سلكياً كالفاكس والتلكس، أو الإنترنت، أو عن طريق اللمس المباشر باستعمال إشارات المورس أو أي إشارات أخرى مبتكرة.

## التعلم بالممارسة
أحد عناصر الطريقة الكشفية، ويقصد به التعلم التطبيقي الهادف الذي يمارس في الخلاء ويكون فيه الكشاف هو المباشر للعمل والمنفذ والمكتشف والمستنتج والمستفيد.

## التفتيش الصباحي
الزيارة التي تؤديها قيادة المخيم للفرق أو المجموعات صباحاً خلال المخيمات لتقويم نشاطها وتحفيزها على تطوير وتحسين عملها الكشفي واستقبال اليوم بحيوية واستعداد ممييز

## أسبوع السلام
هو الأسبوع الذي تحتفل به كشافة العالم لدعم السلام العالمي، حدده المكتب الكشفي العالمي ما بين 18 و 24 فبراير من كل عام. هذا النوع من النشاط الكشفي يمارسه غالباً الكشافين المنتمون لمرحلة الكشاف المتقدم والجوالة، ويتطلب منهم معرفة جيدة بالمهارات الكشفية وفنون الاستكشاف وجرأة في مواجهة التحديات الطبيعية والصعاب المعيشية. وهو يهدف إلى اكتشاف مجاهل الطبيعة والاطلاع على التراث والتقاليد ومعاشرة الناس في مجتمعاتهم ومشاركتهم في كدهم اليومي.

## اجتماع الفريق
يعتبر الاجتماع جزءاً من البرنامج الكشفي وهو يعقد في مختلف الهياكل الكشفية لتخطيط النشاط الكشفي ودراسة جوانبه وتحديد وسائله وطرق تنفيذه وتقويم نتائجه، وقد يكون الاجتماع لتنفيذ نشاط معين.

## الأدوات الشخصية
هي الأدوات التي يحتاجها الكشاف أثناء أداء نشاطه الكشفي وتتعلق في جملتها بالنظافة والكتابة والتعليم والنوم والرياضة والتغذية واللباس والخدمة إلى غيره، وينبغي أن يراعي فيها الكشاف شعاره "ما خف حمله وزاد نفعه".

## إشارة التجمع (التشكيلات)
هذا الاصطلاح يطق على إشارات أشكال التجمع التي يعطيها القائد عند مناداته لتجمع الكشافين الذي يكون على شكل دائرة، أو مربع ناقص ضلع، أو صفوف وغيرها، ولكل شكل من هذه الأشكال إشارته الخاصة التي تضبطها التقاليد الكشفية.

## أصالة الحركة الكشفية
هي جملة الأصول التي أنشئت عليها الحركة الكشفية عند انبعاثها وثبتت جدواها في التربية الكشفية الشاملة المتكاملة وتتمثل في (التطوع، وخدمة الغير، والالتزام بالوعد والقانون، والتمسك بالمبادئ الكشفية، وتطبيق الطريقة الكشفية في تنفيذ البرنامج الكشفي).

## تنمية المجتمع
هو إحدى الأنشطة الكشفية التي تندرج ضمن مبدأ خدمة الغير، وجزء من البرنامج الكشفي هي عملية تغيير ديناميكية مستمرة تساعد أفراد المجتمع على معرفة حاجياتهم وتحديد مشاكلهم وتجعلهم يعملون معتمدين على أنفسهم لوضع الخطط الواقعية لإشباع الحاجيات وحل هذه المشاكل بما يحقق وصولهم لمستوى أفضل في النواحي الاجتماعية والاقتصادية.

## تنمية المراحل الكشفية
هي مجموعة من الخطوات برامج ومناهج وتأهيل أعضاء قادة الوحدات والمفوضين والمسؤولين عن المراحل الكشفية وتقاليدها.

## تنمية القيادات
سياسة تتضمن الخطوات الإرشادية التي تتعلق بتوفير واختيار وتعيين إدماج ودعم وتدريب ومتابعة وتقويم أداء القادة في جميع المهام.

## تنمية الموارد
تتمثل في تنمية الموارد المادية والأدبية والبشرية لتنفيذ خطط ومشاريع النشاط الكشفي.

## التمويل الذاتي
هو تمويل الأنشطة الكشفية عن طريق المشاريع التمويلية التي ينشئها الهيكل الكشفي دون الاعتماد على الإعانات والمنح الخارجية.

## التحية الصغرى
التحية الكشفية التي يرفعها الكشاف في مستوى الحقوين عندما يكون مرتديا لزيه المدني وتؤدى عند اللقاء برفاقه أو قادته، كما يؤديها عندما يكون زيه الكشفي ناقصاً، أو عند أداء الوعد.

## تحية العلم
التحية الكشفية التي يؤديها الكشافون عند رفع العلم الوطني أو إنزاله. وتكون تحية كبرى إذا كان الكشاف مرتديا لزيه الكامل، أما إذا كان مرتديا الزي المدني، أو كان زيه الكشفي ناقصاً فيؤدي التحية الصغرى ولو كان في يدية علم أو العصا الكشفية يؤدى التحية في مستوى الكتف

## التحية الكشفية
التحية الكشفية هي التي تؤدى في المناسبات الرسمية وخاصة عند رفع العلم وخفضه، وتؤدى في مستوى الرأس باليد اليمنى عندما يكون الكشاف مرتديا كامل زيه الكشفي الرسمي.

## البرنامج الكشفي
كل ما يقوم به الفتية والشباب من أنشطة تلائم احتياجاتهم باستخدام الطريقة الكشفية لتحقيق الهدف التربوي للحركة، ويضم مختلف الأنشطة التي يعتمد عليها نشاط المراحل.

## بطاقة التقدم
بطاقة شخصية يحملها الكشاف لمتابعة تدرجه في تطبيق أنشطة المناهج الكشفية وحصوله على شارات الجدارة والهواية وتنقله من درجة إلى درجة.

## البيرق
علم مثلث ترسم عليه الشعارات والرموز المختلفة، ويستعمل في نظام الطلائع، وفي المناسبات والتجمعات الكشفية.
ر لغ
د

## الجمبوري
يطلق هذا المصطلح على المخيمات والمعسكرات الكبيرة التي تجمع أكبر عدد من الكشافين في مكان واحد سواء كانوا ينتمون إلى بلد واحد مثل التجمعات الوطنية، أو إقليم واحد مثل المخيم الكشفي العربي، أو كافة هيئات العالم مثل المخيم الكشفي العالمي.

## العلامة الكشفية
هي التحية العالمية للكشافين وتؤدى باليد اليمنى مع رفع السبابة والوسطى والبنصر كرمز للمبادئ والخصال الكشفية، ووضع الإبهام على الخنصر في شكل دائرة مغلقة كرمز لرابطة الأخوة الكشفية وكدلالة على أن القوي يحمي الضعيف والصغير يحترم الكبير.

## التخابر
أحد الفنون الكشفية ووسيلة من وسائل الاتصال أثناء النشاط الكشفي، ويكون التخاطب كتابياً عن طريق الوسائل الواضحة، أو رمزياً عن طريق إشارات المورس أو السيمافور أو شفهياً عن طريق الهاتف أو سلكياً ولا سلكياً كالفاكس والتلكس، أو الإنترنت، أو عن طريق اللمس المباشر باستعمال إشارات المورس أو أي إشارات أخرى مبتكرة.

## التعلم بالممارسة
أحد عناصر الطريقة الكشفية، ويقصد به التعلم التطبيقي الهادف الذي يمارس في الخلاء ويكون فيه الكشاف هو المباشر للعمل والمنفذ والمكتشف والمستنتج والمستفيد.

## التفتيش الصباحي
الزيارة التي تؤديها قيادة المخيم للفرق أو المجموعات صباحاً خلال المخيمات لتقويم نشاطها وتحفيزها على تطوير وتحسين عملها الكشفي واستقبال اليوم بحيوية واستعداد ممييز

## البرامج الكشفية
تتميز البرامج الكشفية بكونها برامج هادفة وموصلة للرسالة التربوية.

## أسبوع السلام
هو الأسبوع الذي تحتفل به كشافة العالم لدعم السلام العالمي، حدده المكتب الكشفي العالمي ما بين 18 و24 فبراير من كل عام. هذا النوع من النشاط الكشفي يمارسه غالباً الكشافين المنتمون لمرحلة الكشاف المتقدم والجوالة، ويتطلب منهم معرفة جيدة بالمهارات الكشفية وفنون الاستكشاف وجرأة في مواجهة التحديات الطبيعية والصعاب المعيشية. وهو يهدف إلى اكتشاف مجاهل الطبيعة والاطلاع على التراث والتقاليد ومعاشرة الناس في مجتمعاتهم ومشاركتهم في كدهم اليومي.

## اجتماع الفريق
يعتبر الاجتماع جزءاً من البرنامج الكشفي وهو يعقد في مختلف الهياكل الكشفية لتخطيط النشاط الكشفي ودراسة جوانبه وتحديد وسائله وطرق تنفيذه وتقويم نتائجه، وقد يكون الاجتماع لتنفيذ نشاط معين.

## الأدوات الشخصية
هي الأدوات التي يحتاجها الكشاف أثناء أداء نشاطه الكشفي وتتعلق في جملتها بالنظافة والكتابة والتعليم والنوم والرياضة والتغذية واللباس والخدمة إلى غيره، وينبغي أن يراعي فيها الكشاف شعاره «ما خف حمله وزاد نفعه».

## إشارة التجمع (التشكيلات)
هذا الاصطلاح يطق على إشارات أشكال التجمع التي يعطيها القائد عند مناداته لتجمع الكشافين الذي يكون على شكل دائرة، أو مربع ناقص ضلع، أو صفوف وغيرها، ولكل شكل من هذه الأشكال إشارته الخاصة التي تضبطها التقاليد الكشفية.

## أصالة الحركة الكشفية
هي جملة الأصول التي أنشئت عليها الحركة الكشفية عند انبعاثها وثبتت جدواها في التربية الكشفية الشاملة المتكاملة وتتمثل في (التطوع، وخدمة الغير، والالتزام بالوعد والقانون، والتمسك بالمبادئ الكشفية، وتطبيق الطريقة الكشفية في تنفيذ البرنامج الكشفي).

## تنمية المجتمع
هو إحدى الأنشطة الكشفية التي تندرج ضمن مبدأ خدمة الغير، وجزء من البرنامج الكشفي هي عملية تغيير ديناميكية مستمرة تساعد أفراد المجتمع على معرفة حاجياتهم وتحديد مشاكلهم وتجعلهم يعملون معتمدين على أنفسهم لوضع الخطط الواقعية لإشباع الحاجيات وحل هذه المشاكل بما يحقق وصولهم لمستوى أفضل في النواحي الاجتماعية والاقتصادية.

## تنمية المراحل الكشفية
هي مجموعة من الخطوات برامج ومناهج وتأهيل أعضاء قادة الوحدات والمفوضين والمسؤولين عن المراحل الكشفية وتقاليدها.

## تنمية القيادات
سياسة تتضمن الخطوات الإرشادية التي تتعلق بتوفير واختيار وتعيين إدماج ودعم وتدريب ومتابعة وتقويم أداء القادة في جميع المهام.

## تنمية الموارد
تتمثل في تنمية الموارد المادية والأدبية والبشرية لتنفيذ خطط ومشاريع النشاط الكشفي.

## التمويل الذاتي
هو تمويل الأنشطة الكشفية عن طريق المشاريع التمويلية التي ينشئها الهيكل الكشفي دون الاعتماد على الإعانات والمنح الخارجية.

## وصلات خارجية
- Milestones in World Scouting